# Federico Maya
Federico Maya (Trenque Lauquen, provincia de Buenos Aires; 6 de octubre de 1993) es un futbolista argentino. Juega como lateral izquierdo y actualmente es un jugador libre.

## Trayectoria
Federico Maya realizó las divisiones inferiores en Club Atlético Banfield, hasta disputar partidos en Reserva en la misma entidad. Su paso por la institución Club Atlético Banfield se desarrolló entre 2009 y 2012. De allí el jugador partió hacia Defensa y Justicia cuyo equipo se desempañaba en aquel momento en la Primera B Nacional. En 2014 se dio su debut en la primera división de la institución Defensa y Justicia siendo partícipe del ascenso del club a la máxima categoría del fútbol argentino. Su desempeño en Defensa y Justicia se desarrolló entre 2013 y 2018.
Hacia mediados de 2018 el jugador fue incorporado a la plantilla de jugadores de Sportivo Dock Sud club que disputa en la Primera C (Argentina) logrando llegar y disputar la Copa Argentina 2018-19 y en segunda oportunidad Copa Argentina 2019-20 con un triunfo que los hizo pasar a dieciseisavos de la Copa.
A su vez en el campeonato de la divisional C correspondiente a 2020 finalizado en enero de 2021, logró llegar con Sportivo Dock Sud a la final para el ascenso a B Metropolitana cuyo objetivo finalmente no logran concretar.
Luego de su paso por Sportivo Dock Sud y Ferrocarril Midland, retomó nuevamente a Berazategui donde se desempeñó hasta el 2024.

## Clubes
| Club                | País      | Año         |
| ------------------- | --------- | ----------- |
| Defensa y Justicia  | Argentina | 2014 - 2016 |
| Dock Sud            | Argentina | 2018 - 2021 |
| Berazategui         | Argentina | 2021        |
| Platense            | Honduras  | 2022        |
| Ferrocarril Midland | Argentina | 2023        |
| Berazategui         | Argentina | 2023 - 2024 |

## Palmarés

### Campeonatos nacionales
| Título          | Club        | País      | Año  |
| --------------- | ----------- | --------- | ---- |
| Torneo Clausura | Berazategui | Argentina | 2021 |